# Campionati del mondo di atletica leggera indoor 1995 - Staffetta 4×400 metri maschile
La staffetta 4×400 metri si è tenuta il 12 marzo 1995 presso lo stadio Palau Sant Jordi di Barcellona.

## Risultati

### Finale
| Record mondiale       | Germania (Rico Lieder, Jens Carlowitz, Karsten Just, Thomas Schönlebe) | 3'03"05 | Siviglia | 10 marzo 1991 |
| Record dei Campionati | Germania (Rico Lieder, Jens Carlowitz, Karsten Just, Thomas Schönlebe) | 3'03"05 | Siviglia | 10 marzo 1991 |
| Capolista stagionale  |                                                                        |         |          |               |

Domenica 12 marzo 1995, ore 20:05.
| Pos.    | Corsia | Paesi       | Nomi                                                      | Tempo   | Note |
| ------- | ------ | ----------- | --------------------------------------------------------- | ------- | ---- |
| Oro     | -      | Stati Uniti | Rod Tolbert Calvin Davis Tod Long Frankie Atwater         | 3'07"37 |      |
| Argento | -      | Italia      | Fabio Grossi Andrea Nuti Roberto Mazzoleni Ashraf Saber   | 3'09"12 |      |
| Bronzo  | -      | Giappone    | Masayoshi Kan Seiji Inagaki Tomonari Ono Hiroyuki Hayashi | 3'09"73 |      |
| 4       | -      | Regno Unito | Guy Bullock Paul Slythe Mark Hylton Allyn Condon          | 3'10"89 |      |